# Jason Bent
Jason Bent (Scarborough, Canadá, 8 de marzo de 1977) es un exfutbolista y entrenador de fútbol de Canadá que jugaba en la posición de centrocampista. Actualmente es entrenador asistente del LA Galaxy de la Major League Soccer.

## Carrera

### Club
| Periodo   | Club               | Apariciones | Goles |
| --------- | ------------------ | ----------- | ----- |
| 1997–1998 | FSV Zwickau        | 13          | 0     |
| 1998–2000 | Colorado Rapids    | 51          | 2     |
| 2001–2004 | Plymouth Argyle FC | 64          | 5     |

### Selección nacional
Jugó en las selecciones menores de Canadá desde la categoría sub-17, donde llegó a jugar en la Copa Mundial de Fútbol Sub-17 de 1993 en Japón, donde fue compañero de equipo de Paul Stalteri y Jeff Clarke; y también jugó en la Copa Mundial de Fútbol Juvenil de 1997 en Malasia junto a Stalteri y Clarke.
Su debut con Canadá fue en octubre de 1997 ante México por la clasificación de Concacaf para la Copa Mundial de Fútbol de 1998. Jugó en 32 ocasiones con la selección nacional, 11 de esos partidos fueron de clasificación al mundial y también jugó en la Copa FIFA Confederaciones 2001.
También formó parte del equipo ganador de la Copa de Oro de la Concacaf 2000, aunque no llegó a jugar a causa de una lesión. En 2002 Bent anotó el penal decisivo ante Martinica en la Copa de Oro de la Concacaf 2002 donde Canadá terminó en tercer lugar.
Su retiro internacional fue en noviembre de 2003 en un partido amistoso ante Irlanda, donde Bent sufrió una seria lesión de rodilla. Estuco dos años en fisioterapia, pero no pudo salvar su carrera. Bent anunció su retiro como futbolista el 23 de marzo de 2006 tras no poder recuperarse de la lesión.

### Entrenador
| Periodo   | Club               |
| --------- | ------------------ |
| 2008–2011 | Toronto FC Academy |
| 2014–2018 | Toronto FC II      |

## Logros
- Football League One (1): 2003/04
- Football League Two (1): 2001/02
- Copa de Oro de la Concacaf (1): 2000